# Brăduț
Brăduț [ˈbrədut͡s] (ungarisch Bardóc) ist eine Gemeinde im Kreis Covasna in der Region Siebenbürgen in Rumänien.
Der Ort ist auch unter den rumänisch veralteten Bezeichnungen Barduț und Bardoț bekannt.

## Geographische Lage

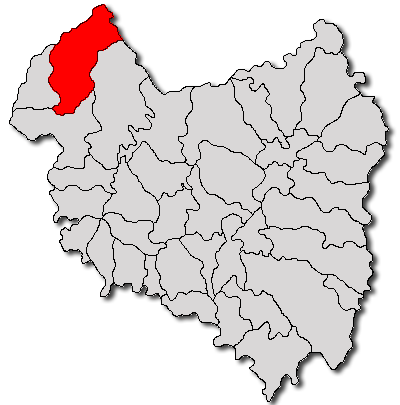
Lage der Gemeinde Brăduț im Kreis Covasna

Die Gemeinde Brăduț liegt in den Nordostausläufern des Perșani-Gebirges (Munții Perșani) im historischen Szeklerland. Im Nordwesten des Kreises Covasna am Bach Cormoș – ein rechter Zufluss des Olt (Alt) – und der Gemeindestraße (Drum comunal) DC 42 befindet sich der Otr Brăduț sieben Kilometer nördlich von der Kleinstadt Baraolt und etwa 60 Kilometer (32 km Luftlinie) nördlich von der Kreishauptstadt Sfântu Gheorghe (Sankt Georgen) entfernt.
Von den fast 170 km² sind 8504 Hektar bewaldet und 7892 Hektar dienen der Landwirtschaft.
Außer den Mineralwasserquellen auf dem Gemeindegebiet, sind auf dem Areal der eingemeindeten Dörfer Doboșeni und Filia Vorkommen von Limonit und Kieselgur.

## Geschichte
Der mehrheitlich von Szeklern bewohnte Ort Brăduț, wurde erstmals 1333 urkundlich erwähnt.
Auf eine Besiedlung des Gemeindegebiets in die Jungsteinzeit deutet ein Hügelgrab auf dem Berg Tortoma. Wie auf dem Areal des Ortes Brăduț, wurden auch auf dem des eingemeindeten Dorfes Doboșeni (ungarisch Székelyszáldobos), Filia (ungarisch Erdőfüle) und Tălișoara (ungarisch Olasztelek) archäologische Funde aus der Jungsteinzeit und auch der Bronzezeit gefunden.
Zur Zeit des Königreichs Ungarn gehörte der heutige Ort dem Stuhlbezirk Homoród im Komitat Udvarhely (Komitat Oderhellen), anschließend dem historischen Kreis Odorhei und nachher dem heutigen Kreis Covasna an.

## Bevölkerung
Die Bevölkerung der Gemeinde Brăduț entwickelte sich wie folgt:
| 1850 | 2.672 | 89  | 2.482 | 1 | 100            |
| 1920 | 3.780 | 289 | 3.491 | - | -              |
| 1966 | 4.530 | 318 | 4.205 | 7 | -              |
| 2002 | 4.688 | 195 | 3.921 | 2 | 570            |
| 2011 | 4.728 | 323 | 3.612 | - | 793 (Roma 639) |
| 2021 | 4.923 | 225 | 3.216 | - | 1.482          |

Seit 1850 wurde in der Gemeinde Brăduț die höchste Einwohnerzahl 2011 ermittelt. Die höchste Anzahl der Magyaren wurde (4.140) 1992, der Rumänen (380) 1930, die der Roma (1.224) 2021 und die der Rumäniendeutschen (74) 1880 registriert.

## Sehenswürdigkeiten
- Die orthodoxe Kirche im eingemeindeten Dorf Doboșeni, 1920 errichtet und 1940 erneuert, steht unter Denkmalschutz.[8]
- Im eingemeindeten Dorf Filia, die Ruinen der ehemaligen römisch-katholischen Kirche und deren Anwesen im 13. Jahrhundert errichtet, stehen unter Denkmalschutz.[8]
- Im eingemeindeten Dorf Tălișoara die alte rumänische Kirche, zu der kein Baujahr angegeben wird, steht unter Denkmalschutz.[8]
- In Tălișoara das Herrenhaus der ehemaligen ungarischen Adelsfamilie Daniel Mihály, laut dem Verzeichnis historischer Denkmäler des Rumänischen Ministeriums für Kultur und nationales Erbe (Ministerul Culturii și Patrimoniului Național) 1669 errichtet und 1884 umgebaut, steht unter Denkmalschutz.[8] Nach der Enteignung wurde das Anwesen von Staatlichen Betrieben zu unterschiedlichen Zwecken verwendet.[9] Nach der Revolution 1989 wurde das Anwesen den rechtmäßigen Erben zurückgegeben, welche es verkauften und die neuen Besitzer, auch mit Hilfe europäischer Gelder, das Anwesen in ein Hotel umbauten.[10]
- Im eingemeindeten Dorf Filia das Landhaus Ferenczy-Boda 1713 errichtet und 1826 umgebaut. Das Anwesen steht unter Denkmalschutz,[8] befindet sich aber in einem schlechten Zustand.[11]

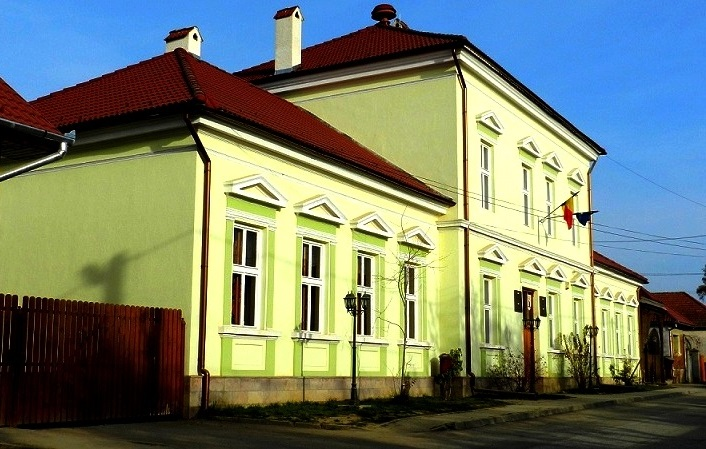
Rathaus
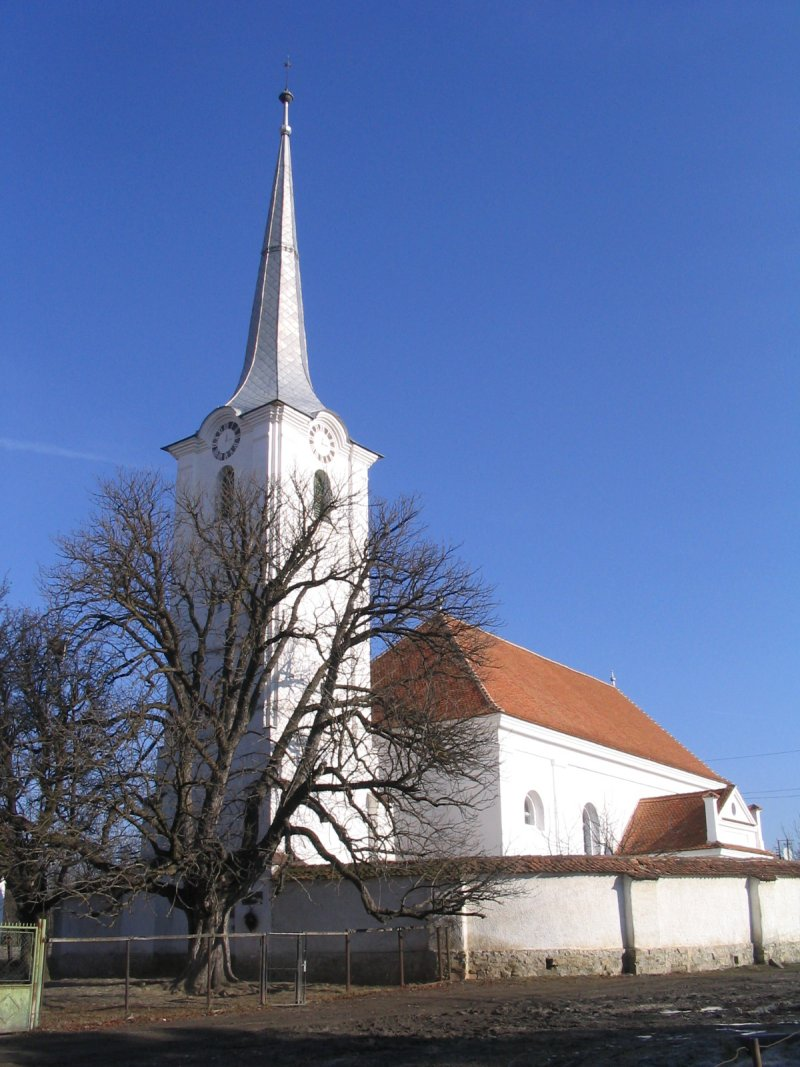
Reformierte Kirche in Tălișoara
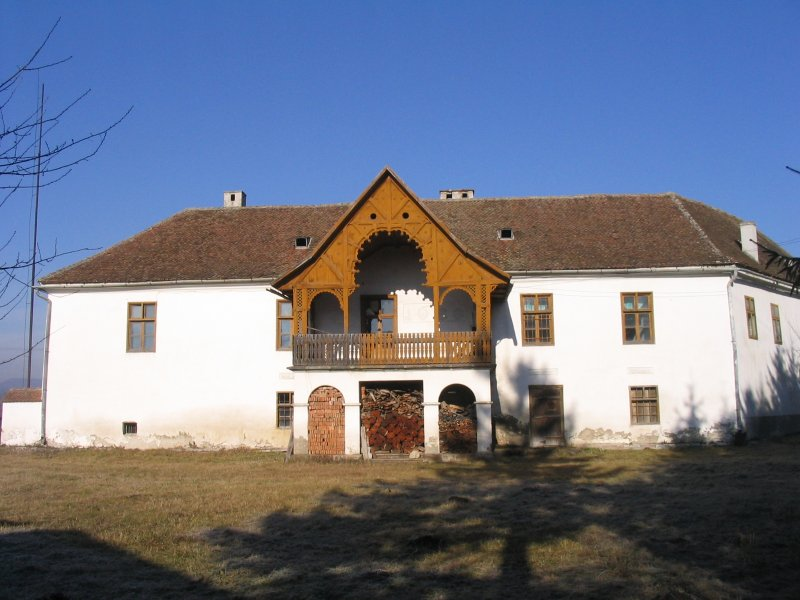
Landhaus Daniel (2007) …
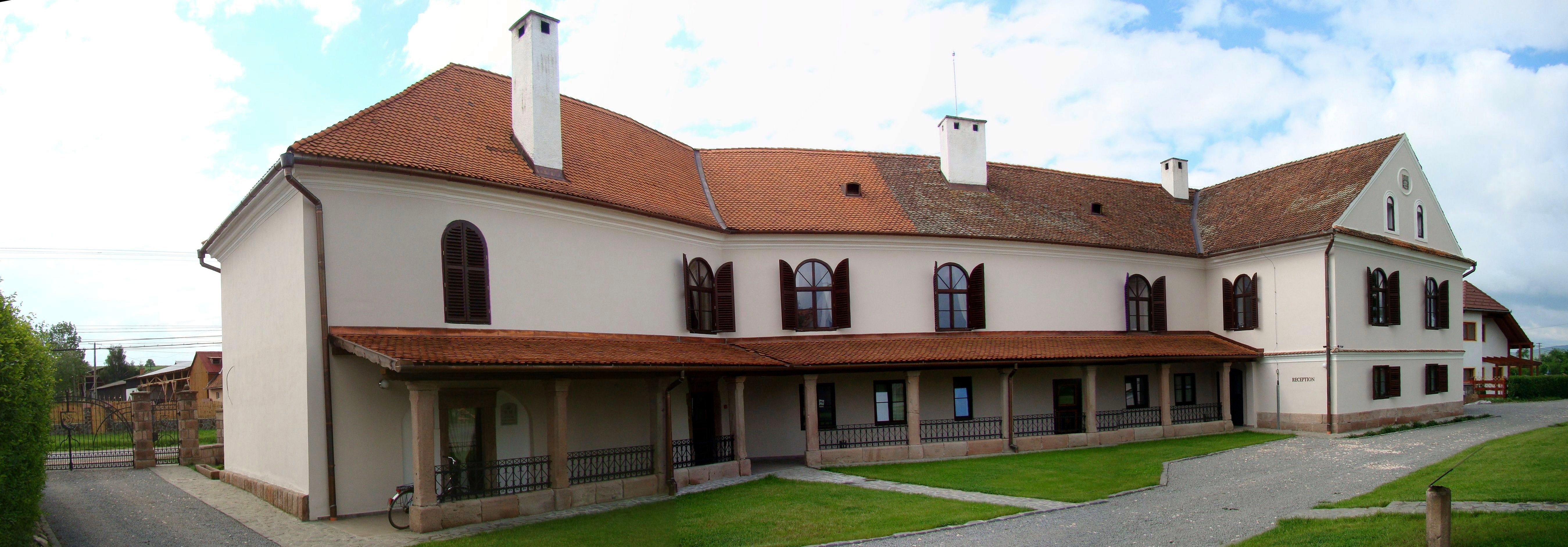
… Rückseite (2015)

## Persönlichkeiten
- József Hermányi Dienes (1699–1763) in Tălișoara geboren, war Schriftsteller, Übersetzer und Dichter.[12]
- József Benkő (1740–1814), war Historiker, Botaniker und Pastor.[13]
- Lajos Kolumbán (1875–1958), war Ethnograf[14]
- Imre Márkó (1939–2011) in Tălișoara geboren, war Schriftsteller, Theologe und Zahnarzt.[15]

## Städtepartnerschaften
Das eingemeindete Dorf Tălișoara unterhält Partnerschaften mit den ungarischen Gemeinden Körösnagyharsány und Ács.